# Place du Marché-Neuf (Saint-Germain-en-Laye)
Pour l’article homonyme, voir Place du Marché-Neuf.
La place du Marché-Neuf est une place du centre de Saint-Germain-en-Laye.

## Origine du nom
Emplacement d'un nouveau marché, un marché neuf, en remplacement du marché alors existant, qui sera alors appelé, un temps, le marché vieux, avant de disparaitre.

## Historique
Cet endroit initialement situé entre le ru de Buzot et la forêt de Saint-Germain-en-Laye était le cimetière de la ville, le centre de Saint-Germain-en-Laye étant alors situé autour du château.
Jusqu'en 1763, l’hospice, situé dans l'actuelle rue de Poissy, avait reçu du roi Louis XIV l'autorisation d'exploiter une halle servant de marché à ciel ouvert, situé juste à côté du cimetière de la ville.

En 1771, un premier bâtiment, la halle aux blés et aux farines, est construit.

La place marché neuf fut créé en 1776, sur l'emplacement de ce cimetière qui avait été transféré en raison de l'extension de la ville et pour des raisons d'hygiène, pour devenir la nouvelle place du marché, en remplacement de l'ancien marché, le vieux marché, alors situé au carrefour Cadran correspondant au croisement des actuelles rue au Pain, rue de Paris et rue du Vieux-Marché.
Au début du XIXe siècle, les maisons entourant la place sont construites en 1820, les arcades viennent agrémenter l'ensemble.
En 1911, le bâtiment des postes et télécommunications est construit sur l'emplacement de la halle aux blés et farines.
En 1960, tournage de scènes de La Menace de Gérard Oury.
En 2007, un parking souterrain est aménagé puis en 2009 de jets d’eau viennent agrémenter la place.

## Bâtiments remarquables et lieux de mémoire
- nos 2, 4 et 6 : bâtiments et arcades